# Nissan Cabstar
Nissan Cabstar er en serie af lette lastbiler fra Nissan Motor, første gang introduceret i 1981 som Datsun Cabstar.
Udenfor Europa hedder modellen Nissan Atlas. Cabstar findes med både enkelt og dobbelt førerhus, og med tilladt totalvægt på 2,8, 3,2, 3,5 og 4,5 tons.
Bilen leveres fra fabrikken som ladvogn, men kan efterfølgende udstyres med stort set alle former for opbygninger.

## Tekniske specifikationer[1]
| Version | Slagvolume cm³ | Max. effekt kW (hk) / omdr. | Max. drejningsmoment Nm / omdr. |
| ------- | -------------- | --------------------------- | ------------------------------- |
| 2.5 D   | 2494           | 59 (80)                     |                                 |
| 3.0 TDi | 2953           | 92 (125) / 3600             | 272 / 2000                      |